# Lorius
A lóri (Lorius) a madarak osztályának papagájalakúak (Psittaciformes) rendjébe és a szakállaspapagáj-félék (Psittaculidae) családjába, azon belül a lóriformák (Loriinae) alcsaládjába tartozó nem.
A nem korábban használt tudományos neve: Domicella.

## Megjelenése, felépítése
Testük zömök, farkuk erősen lekerekített, a szárnyhossz felénél alig hosszabb. Csőrük szélesebb a többi lóriénál. 

## Életmódja, élőhelye
Elég gyengén repülnek. A lóriformák legértelmesebb neme.

## Szaporodása
Faodvakban fészkelnek.

## Tartása
A legkorábbi díszmadarak közé tartoznak; néhány faját már Carl von Linné ismertette.

## Fajai
A nembe az alábbi 6 faj tartozik:
- Fehértarkójú lóri (Lorius albidinucha)
- Zöldfarkú lóri (Lorius chlorocercus)
- Feketefejű lóri (Lorius domicella)
- Lármás lóri (Lorius garrulus)
- Bíborhasú lóri (Lorius hypoinochrous)
- Asszonylóri (Lorius lory)